# Marco Visconti di Parma
Marco Visconti (Milano, novembre 1353 – Milano, 3 gennaio 1382) era figlio di Bernabò Visconti, signore di Milano e di Beatrice della Scala. Fu Signore di Parma dal 1364 al 1382.

## Biografia

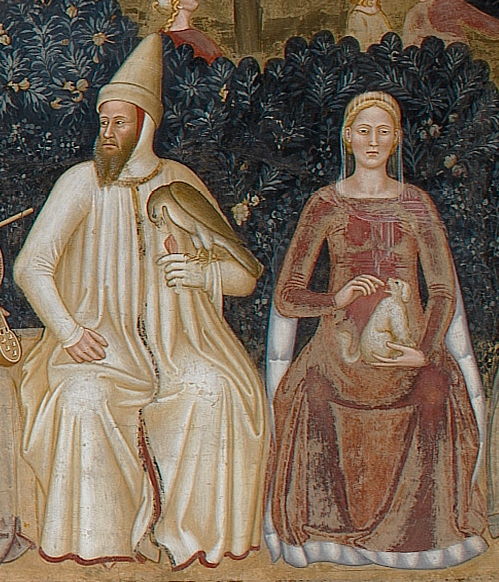
Bernabò Visconti con la moglie Beatrice della Scala

Fu tenuto a battesimo da Francesco Petrarca il quale consigliò i genitori di chiamarlo Marco in onore di Marco Tullio Cicerone.
Il 1º ottobre 1358 Bernabò volle già organizzare il fidanzamento di suo figlio scegliendo come sposa una figlia di Francesco da Carrara, signore di Padova. Beatrice però convinse il marito ad aspettare proposte migliori.
Così nel 1367 Marco fu fatto sposare con Isabella di Baviera (1361-1382), figlia di Federico di Baviera-Landshut e di Anna di Neuffen. Dal matrimonio non nacquero figli.
Nel 1379 Bernabò spartì i suoi domini tra i suoi figli legittimi Marco, Ludovico, Carlo, Rodolfo e Mastino. A Marco, che era il suo primo figlio, spettò il co-governo di Milano.
Morì nel 1382, seguito a pochi giorni di distanza dalla moglie Isabella. Il padre e i suoi fratelli nel 1385 furono imprigionati dal cugino Gian Galeazzo Visconti, che divenne signore di Milano.

## Ascendenza
|                         |                     |                       | Genitori                 |  |  | Nonni |  |  | Bisnonni          |  |  | Trisnonni         |  |
|                         |                     |                       |                          |  |  |       |  |  | Matteo I Visconti |  |  | Teobaldo Visconti |  |
|                         |                     |                       |                          |  |  |       |  |  | Matteo I Visconti |  |  | Teobaldo Visconti |  |
|                         |                     | Anastasia Pirovano    |                          |  |  |       |  |  | Matteo I Visconti |  |  |                   |  |
| Stefano Visconti        |                     |                       |                          |  |  |       |  |  | Matteo I Visconti |  |  |                   |  |
|                         |                     | Bonacossa Borri       | Squarcino Borri          |  |  |       |  |  |                   |  |  |                   |  |
|                         |                     | Bonacossa Borri       | Squarcino Borri          |  |  |       |  |  |                   |  |  |                   |  |
|                         |                     | Bonacossa Borri       | Antonia                  |  |  |       |  |  |                   |  |  |                   |  |
| Bernabò Visconti        |                     | Bonacossa Borri       |                          |  |  |       |  |  |                   |  |  |                   |  |
|                         |                     | Bernabò Doria         | …                        |  |  |       |  |  |                   |  |  |                   |  |
|                         |                     | Bernabò Doria         | …                        |  |  |       |  |  |                   |  |  |                   |  |
|                         |                     | Bernabò Doria         | …                        |  |  |       |  |  |                   |  |  |                   |  |
| Valentina Doria         |                     | Bernabò Doria         |                          |  |  |       |  |  |                   |  |  |                   |  |
|                         |                     | Eliana Fieschi        | …                        |  |  |       |  |  |                   |  |  |                   |  |
|                         |                     | Eliana Fieschi        | …                        |  |  |       |  |  |                   |  |  |                   |  |
|                         |                     | Eliana Fieschi        | …                        |  |  |       |  |  |                   |  |  |                   |  |
| Marco Visconti di Parma |                     | Eliana Fieschi        |                          |  |  |       |  |  |                   |  |  |                   |  |
|                         | Alboino della Scala | Alberto I della Scala |                          |  |  |       |  |  |                   |  |  |                   |  |
|                         | Alboino della Scala | Alberto I della Scala |                          |  |  |       |  |  |                   |  |  |                   |  |
|                         | Alboino della Scala | Verde di Salizzole    |                          |  |  |       |  |  |                   |  |  |                   |  |
| Mastino II della Scala  | Alboino della Scala |                       |                          |  |  |       |  |  |                   |  |  |                   |  |
|                         |                     | Beatrice da Correggio | Giberto III da Correggio |  |  |       |  |  |                   |  |  |                   |  |
|                         |                     | Beatrice da Correggio | Giberto III da Correggio |  |  |       |  |  |                   |  |  |                   |  |
|                         |                     | Beatrice da Correggio | Elena Malaspina          |  |  |       |  |  |                   |  |  |                   |  |
| Beatrice della Scala    |                     | Beatrice da Correggio |                          |  |  |       |  |  |                   |  |  |                   |  |
|                         |                     | Giacomo I da Carrara  | Marsilio                 |  |  |       |  |  |                   |  |  |                   |  |
|                         |                     | Giacomo I da Carrara  | Marsilio                 |  |  |       |  |  |                   |  |  |                   |  |
|                         |                     | Giacomo I da Carrara  | …                        |  |  |       |  |  |                   |  |  |                   |  |
| Taddea da Carrara       |                     | Giacomo I da Carrara  |                          |  |  |       |  |  |                   |  |  |                   |  |
|                         |                     | Elisabetta Gradenigo  | Pietro Gradenigo         |  |  |       |  |  |                   |  |  |                   |  |
|                         |                     | Elisabetta Gradenigo  | Pietro Gradenigo         |  |  |       |  |  |                   |  |  |                   |  |
|                         |                     | Elisabetta Gradenigo  | Tommasina Morosini       |  |  |       |  |  |                   |  |  |                   |  |
|                         |                     | Elisabetta Gradenigo  |                          |  |  |       |  |  |                   |  |  |                   |  |